# Stema municipiului Târgu Jiu
Stema municipiului Târgu Jiu a fost adoptată prin Hotărârea Guvernului nr. 1540 din 18 decembrie 2002 și publicată în Monitorul Oficial nr. 30 din 21 ianuarie 2003. Ea se compune dintr-un scut despicat în pal, având următoarea înfățișare: în partea dreaptă și în partea stângă se află un camp de argint cu lei, afrontați, de culoare naturală, armați și cu limbile roșii, ținând fiecare o spadă neagră. În centru, în camp albastru, este reprezentată Coloana infinitului, de aur. Scutul este timbrat de o coroană murală, de argint, formată din șapte turnuri crenelate (coroana murală cu 7 turnuri crenelate semnifică faptul că localitatea are rangul de municipiu, reședință de județ). 
Leii sunt vechiul simbol al Olteniei, Valahia Mică, după cum o găsim în documentele medievale.
Spada este simbolul vitejiei și al consecvenței locuitorilor de pe aceste meleaguri. Coloana infinitului este emblematică pentru municipiul Târgu Jiu, aceasta legându-și numele de activitatea creatoare a lui Constantin Brâncuși.